# Никопольская агломерация
Никопольская агломерация (укр. Нікопольська агломерація) — городская агломерация в Днепропетровской области Украины с центром в городе Никополь. 

## Характеристика
Простирается на 70 км вдоль реки Днепр, на берегу Каховского водохранилища. Агломерация расположена на перепутье главных транспортных путей, вблизи центров горной, металлургической и машиностроительной промышленности. Центр развитого сельскохозяйственного района. Агломерацию обслуживают Криворожский международный, Запорожский и Днепропетровский аэропорты.
Включает в себя:
- города: Никополь, Марганец, Покров;
- районы: Никопольский;
- другие населённые пункты: село Капуловка, Алексеевка, пгт Червоногригоровка и Томаковка, посёлок Городище и другие небольшие населённые пункты.

- Численность населения — 311,6 тысяч чел.;
- Площадь — 3 243 км²;
- Плотность населения — 96,1 чел./км².